# Sybra carinata
Sybra carinata là một loài bọ cánh cứng trong họ Cerambycidae.